# 我們 (2019年電影)
是一部於2019年上映的美國恐怖片，由喬登·皮爾執導和編劇，並與傑森·布倫、伊恩·庫珀和西恩·麥基特崔克共同製片。主演包括露琵塔·尼詠歐、溫斯頓·杜克、伊莉莎白·摩斯和提姆·海德克。
電影2019年3月22日由環球影業在美國發行，好評居多。

## 劇情
1986年，小女孩雅蒂蕾德陪父母在加州聖塔克魯茲海灘樂園過生日，跟父母失散後走入一間歡樂屋，並在鏡子迷宮中遇見一位與自己長得一模一樣的女孩。她當場嚇得魂飛魄散，跑出去後找到父母。從此這段創傷縈繞著雅蒂蕾德的心頭不去，使她一段時間不愛說話，被父母送去看心理醫生後採取其建議，學習芭蕾等技能才讓她慢慢克服心理陰影。
現今，成年的雅蒂蕾德陪丈夫蓋博和兩個兒女瑟拉和傑森一起來到度假住的海濱房子，打算度過一個恬靜的夏天。但雅蒂蕾德再度想起過往的夢魘，始終有種即將遭遇不幸的強烈預感。她勉強陪家人回到聖塔克魯茲海灘，見到家境富裕的好友喬許和凱蒂·泰勒一家四口，傑森到後不久在海灘盡頭看見一位中年男人張開著雙手、手上沾血、站立在沙灘上一動不動。當雅蒂蕾德發現傑森不見後一陣恐慌，而傑森雖然平安無事地找到，但一家人因此馬上回到海濱房子，雅蒂蕾德向蓋博講述這段童年陰影，表示自己是在恐懼那名女孩會再現。
同一晚，整棟房子突然斷電，車道上出現四位穿紅衣的人，每人手持一把金色剪刀、集體分散闖進她們房子。由於911專線無人回應，一家人都被挾持在客廳，而雅蒂蕾德發現對方四人竟是她們各自的分身，其由雅蒂蕾德的分身紅率領。紅作為她們當中唯一能說話的人，解釋她們這些分身被稱作「被銬者」（Tethered），與本尊共享著一條靈魂，這次是來殺死她們各自的本尊來“解開鐐銬”。紅同時對雅蒂蕾德保持著不滿態度，憎恨著她享受天倫之樂、自己卻被迫在黑暗中備受煎熬。一家人被各自的分身挾持至別處，雅蒂蕾德被紅用手銬拷在客廳。蓋博被分身亞伯拉罕帶進快艇，但蓋博偷襲他後用快艇螺旋槳殺死亞伯拉罕，而傑森和瑟拉也都幸運地擺脫各自的分身。趁紅分心之時，雅蒂蕾德掙脫出手銬，帶著傑森和瑟拉坐上蓋博的快艇而集體逃離小屋。
與此同時，泰勒一家同樣遭遇他們的分身入侵住家而集體被殺，雅蒂蕾德一家走進他們住宅求助卻目睹慘劇，只好聯合殺死所有分身。一家人隨後從新聞中得知，相同事件已在全國各地發生，數百萬名被銬者殺死各自的本尊後集體走上街頭，手牽手形成一條龐大的“人鏈”。雅蒂蕾德提出去墨西哥避難，一家人搭上泰勒一家的汽車時遭遇瑟拉的分身安布拉跳上車襲擊，靠加速汽車後踩剎車使安布拉飛出去摔斷身體而亡。隔天清晨，一家人開車回到屍體遍佈、血流成河的聖塔克魯茲海灘步道，卻發現前方道路被傑森的分身布魯托用她們家自己的汽車點火設置路障。當布魯托切斷他們車的油管、準備縱火燒死她們時，傑森想起他能讓布魯托模仿自己的行動，於是誘使他倒退進火焰中被燒死。但紅現身抓走傑森，迫使雅蒂蕾德去追趕她。
雅蒂蕾德跟著紅走進童年的歡樂屋中的一條密道，一路走進位於地下的棄置地道，發現裡面的通道四通八達，還養殖著眾多白兔。雅蒂蕾德在一間教室房間找到紅，紅解釋被銬者誕生於某個地下科學實驗，企圖用這些分身來操縱本尊，隨著實驗失敗而導致她們被遺棄在地下長達數世紀，靠生吃兔子為生。所有人都以無腦狀態模仿各自在地面上的本尊的行動，直到紅率領她們到地面展開復仇。雅蒂蕾德與紅隨後展開搏鬥，即使紅能夠以共享靈魂形式來推測出雅蒂蕾德的行動，但雅蒂蕾德最終將她刺重傷，用手上的鐐銬扭斷她的脖子殺害。
雅蒂蕾德救出關在置物櫃的傑森回到地面，跟蓋博和瑟拉團聚後開一輛救護車逃亡。一路上，雅蒂蕾德回憶起童年那晚的真相：雅蒂蕾德實為誕生於地下的分身，在千鏡屋中掐暈真正的本尊雅蒂蕾德後，將其拖入地下囚禁，隨即換上她的衣服、頂替其身份到地面成長，當時由於還未學會說話，在父母面前只能裝作精神受影響蒙混過去。而實為本尊雅蒂蕾德的紅，數年來被視作“分身”在地下成長、策劃復仇；也因此成為唯一會說話的分身。當時坐在雅蒂蕾德身邊的傑森似乎看出母親的真相，但選擇對此隱瞞。一家人上路後，幾百萬名被銬者組成的人鏈已牽手跨越全國，天上也圍繞著多數新聞直升機。

## 演員
- 露琵塔·尼詠歐 飾 雅蒂蕾德·威爾森／紅
  - 麥蒂森·柯瑞 飾 年輕的雅蒂蕾德／年輕的紅
- 溫斯頓·杜克 飾 蓋博瑞·「蓋博」·威爾森／亞伯拉罕
- 伊莉莎白·摩斯 飾 凱蒂·泰勒／妲莉亞
- 提姆·海德克（英语：Tim Heidecker） 飾 喬許·泰勒／泰克斯
- 葉海亞·阿巴杜-馬汀二世 飾 羅素·湯瑪斯／威蘭
- 安娜·迪奧普（英语：Anna Diop） 飾 芮妮·湯瑪斯／伊爾莎
- 伊凡·亞歷克斯 飾 傑森·威爾森／布魯托
- 沙蒂·萊特-喬瑟夫 飾 瑟拉·威爾森／安布拉
- 卡莉·謝爾登 飾 貝卡·泰勒／艾歐
- 艾兒·謝爾登 飾 琳賽·泰勒／妮克絲
- 杜克·尼克遜 飾 丹尼·強森／東尼
- 卡拉·海沃德 飾 南希／席德
- 內森·哈靈頓 飾 葛倫／傑克

## 製作
2018年2月，《逃出絕命鎮》導演喬登·皮爾接受采訪時透露，他正在編寫一部環球影業的電影。2018年5月，據報導片名為《我們》（Us），並透露露琵塔·尼詠歐、溫斯頓·杜克和伊莉莎白·摩斯將出演電影。2018年7月，提姆·海德克、葉海亞·阿巴杜-馬汀二世和安娜·迪奧普加盟電影。2018年9月，杜克·尼克遜（傑克·尼克遜的孫子）加盟電影。

### 拍攝
主體拍攝在2018年7月30日於加利福尼亞州進行。

## 發行
《我們》由環球影業於2019年3月22日在美國上映。

## 迴響

### 評價
爛番茄根據515條評論，持有93%的新鮮度，平均得分7.96／10。在Metacritic上，電影獲得了81分，本片獲得了多數的好評。
2023年8月，爛番茄將本片列名為「100部最佳2010年代恐怖片」排行榜第15名。

### 票房
| 上一届： 《驚奇隊長》 | 2019年美國週末票房冠軍 第12週 | 下一届： 《小飛象》 |

## 外部連結
- 互联网电影数据库（IMDb）上《我們》的资料（英文）
- Box Office Mojo上《我們》的資料（英文）
- Metacritic上《我們》的資料（英文）
- 爛番茄上《我們》的資料（英文）
- AllMovie上《我們》的资料（英文）
- 開眼電影網上《我們》的資料（繁體中文）
- Yahoo奇摩電影上《我們》的資料（繁體中文）
- 雅虎香港電影上《我們》的資料（繁體中文）
- 时光网上《我們》的資料（简体中文）
- 豆瓣电影上《我們》的資料 （简体中文）